# É̈
Cette page contient des caractères spéciaux ou non latins. S’ils s’affichent mal (▯, ?, etc.), consultez la page d’aide Unicode.
É̈ (minuscule : é̈), appelé E accent aigu tréma, est un graphème utilisé comme lettre latine additionnelle dans la romanisation du same de Kildin écrit avec l’alphabet cyrillique. Il s’agit de la lettre E diacritée d’un accent aigu et d’un tréma suscrit. 

## Utilisation
Dans la translittération CLDR, le E accent aigu tréma ‹ é̌ › translittère la lettre same de Kildin é tréma ‹ ӭ ›.

## Représentations informatiques
Le E accent aigu tréma peut être représenté avec les caractères Unicode suivants :
- composé (latin-1, diacritiques) :

| formes    | représentations | chaînes de caractères | points de code | descriptions                                             |
| --------- | --------------- | --------------------- | -------------- | -------------------------------------------------------- |
| capitale  | É̈               | É◌̈                    | U+00C9 U+0308  | lettre majuscule latine e accent aigu, diacritique tréma |
| minuscule | é̈               | é◌̈                    | U+00E9 U+0308  | lettre minuscule latine e accent aigu, diacritique tréma |

- décomposé (latin de base, diacritiques) :

| Formes    | Représentations | Chaînes de caractères | Points de code       | Descriptions                                                          |
| --------- | --------------- | --------------------- | -------------------- | --------------------------------------------------------------------- |
| capitale  | É̈               | E◌́◌̈                   | U+0045 U+0301 U+0308 | lettre majuscule latine e, diacritique accent aigu, diacritique tréma |
| minuscule | é̈               | e◌́◌̈                   | U+0065 U+0301 U+0308 | lettre minuscule latine e, diacritique accent aigu, diacritique tréma |